# Ivana Stanimirova-Daszykowska
Ivana Stanimirova-Daszykowska – polska doktor habilitowana chemii bułgarskiego pochodzenia, profesor uczelni w Instytucie Chemii Uniwersytetu Śląskiego w Katowicach.

## Życiorys
W 1997 roku ukończyła studia chemiczne na Wydziale Chemii Uniwersytetu Sofijskiego im. św. Klemensa z Ochrydy i pracowała tam na etacie badawczym do 2001 roku. Podjęła następnie studia doktoranckie na Vrije Universiteit Brussel, gdzie w 2005 roku obroniła rozprawę pt. Exploratory analysis of environmental data. Następnie rozpoczęła pracę w Instytucie Chemii UŚ. W 2017 roku uzyskała stopień doktora habilitowanego na podstawie pracy pt. Zaawansowane strategie chemometryczne poprawiające ekstrakcję chemicznej informacji z wielowymiarowych niekompletnych danych i danych o indukowanej strukturze.

## Działalność naukowa
Badania naukowe dotyczą głównie nowych problemów w chemometrii oraz rozwoju algorytmów i strategii do analizy danych chemicznych. Jest autorką ok. 50 artykułów w czasopismach naukowych indeksowanych przez Journal Citation Repors, a jej indeks Hirsha wynosi 18 (stan na sierpień 2023). Pełni funkcję reedaktora w czasopiśmie Acta Chromatographica.